# Victorinus II.
Victorinus II. (Marcus Piavonius Victorinus; † 271) war 270/271 angeblich Unterkaiser des Imperium Galliarum.
Victorinus II. war der (oft unzuverlässigen) Historia Augusta zufolge der namensgleiche Sohn des Victorinus, des dritten Kaisers des gallischen Sonderreiches. Demnach wurde der junge Victorinus von seinem Vater (oder dessen Mutter Victoria) kurz vor dessen Tod zum Caesar erhoben, aber wenig später ebenfalls von Soldaten getötet.